# Pont de Saint-Lizier
Le pont de Saint-Lizier enjambe le Salat, un affluent en rive droite de la Garonne.

## Géographie

### Situation
Il se trouve sur la commune de Saint-Lizier en direction de la cité, dans le département de l'Ariège, en région Occitanie.

### Accès routier
L'édifice en pierre est emprunté par la RD 103, embranchée directement en rive gauche sur la RD 117.

## Histoire
Une inscription lapidaire datant de l'époque gallo-romaine, présente sur une pierre réinsérée lors d'une restauration du pont, révèle une dévotion à la déesse Belisama.
En Couserans, la tradition populaire présente le pont comme une limite entre la montagne et la plaine et ne jamais "avoir dépassé le pont de Saint-Lizier" est une péjoration.
Le pont de Saint-Lizier est inscrit au titre des monuments historiques par arrêté du 26 mars 1927.

## Galerie

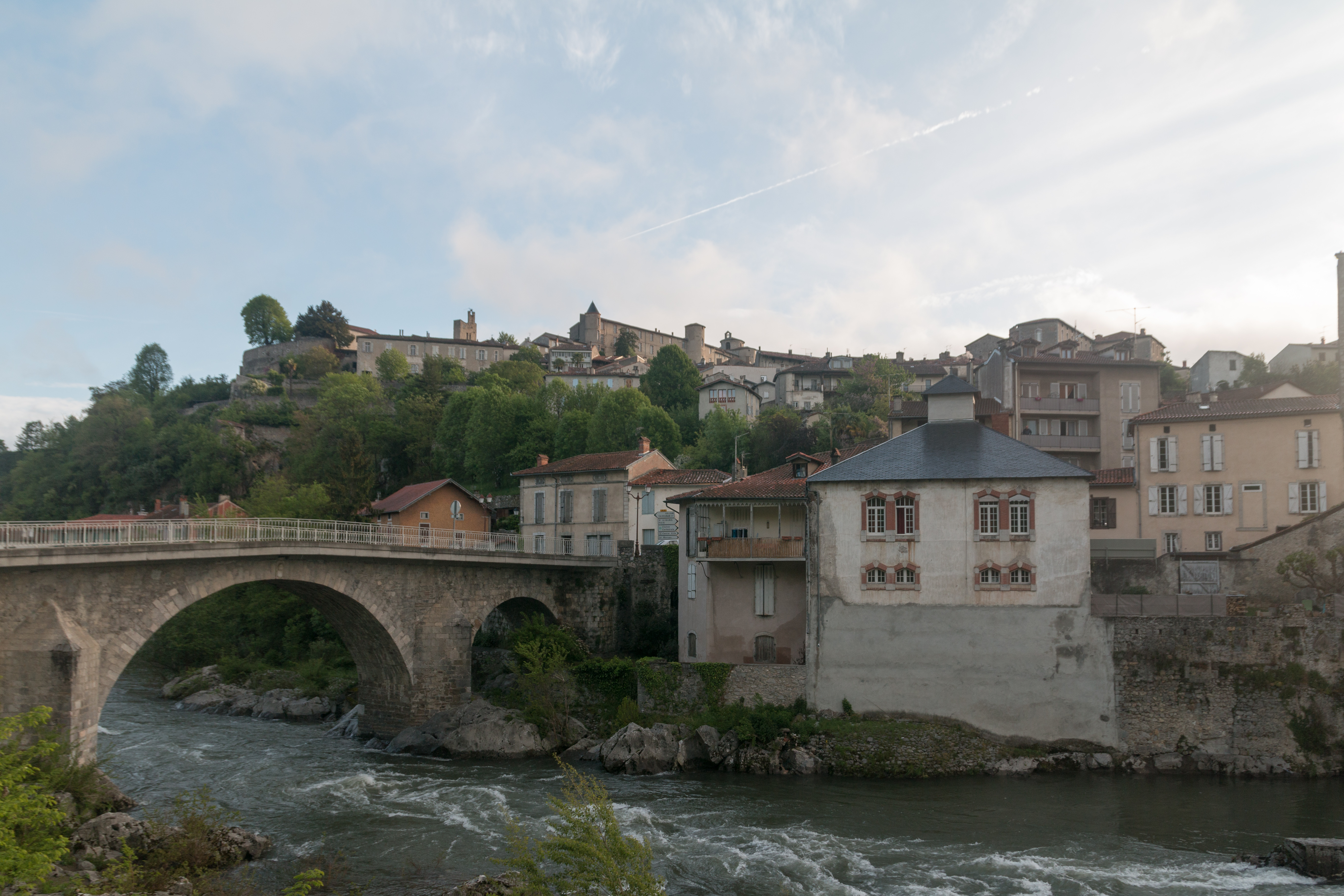
Le pont et la cité de Saint-Lizier couronnée par le Palais des Évêques de Couserans.
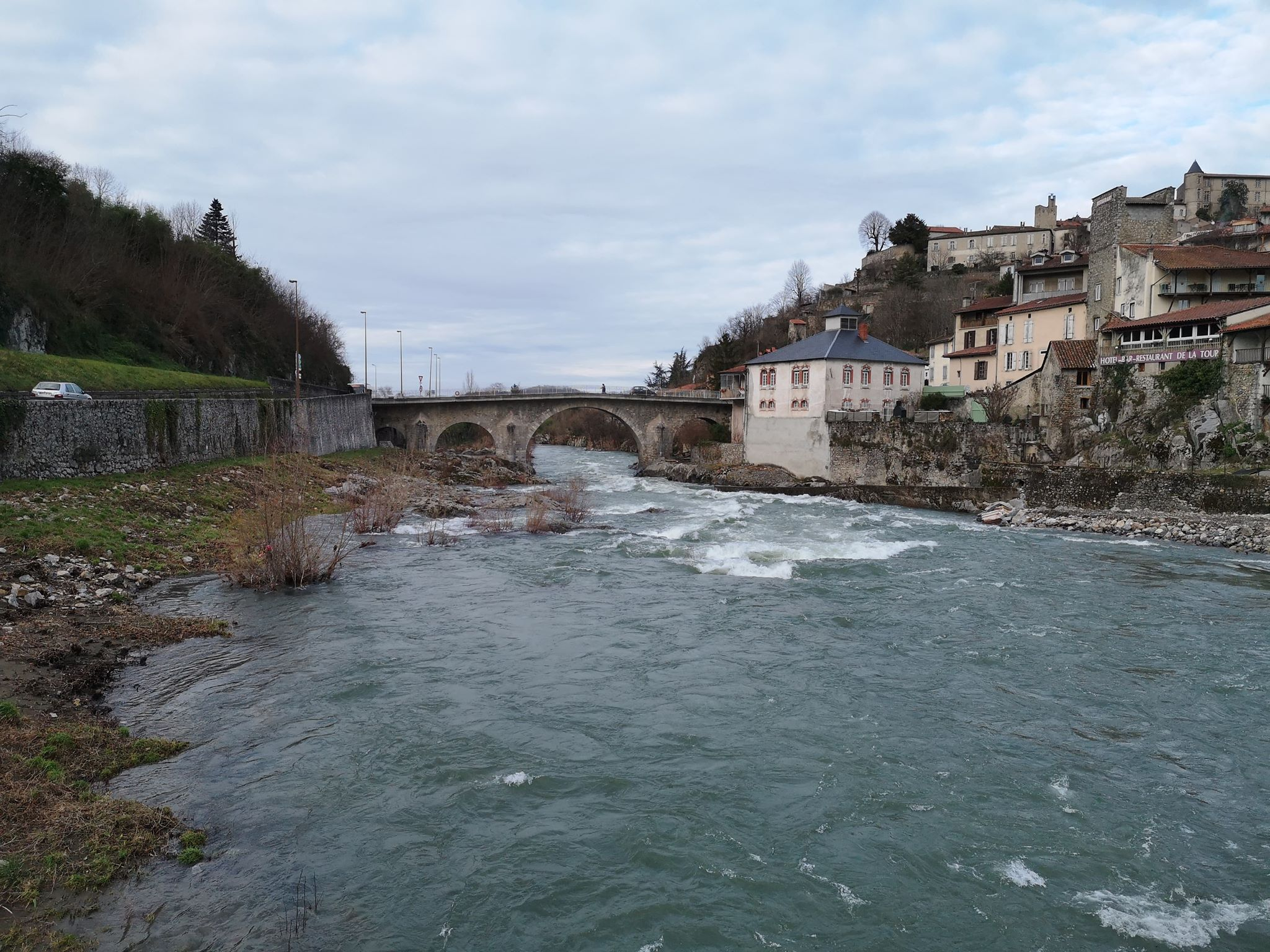
Vue générale en décembre 2019 avec à gauche en surplomb la RD 117 puis le balast de l'ancienne voie ferrée de Boussens à Saint-Girons.
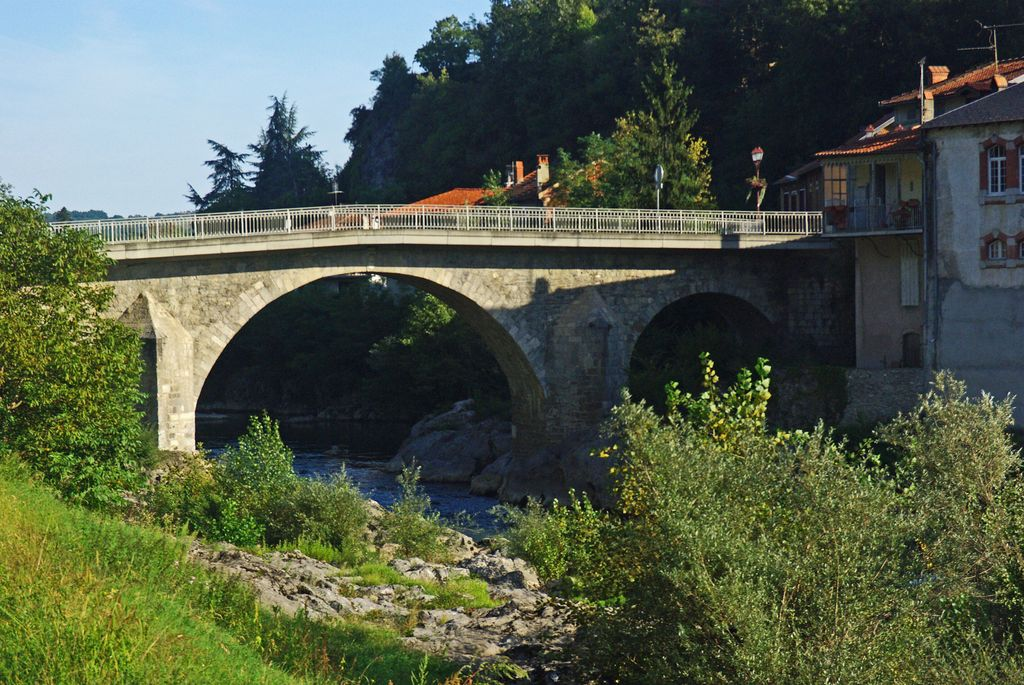
Le pont en septembre 2013.
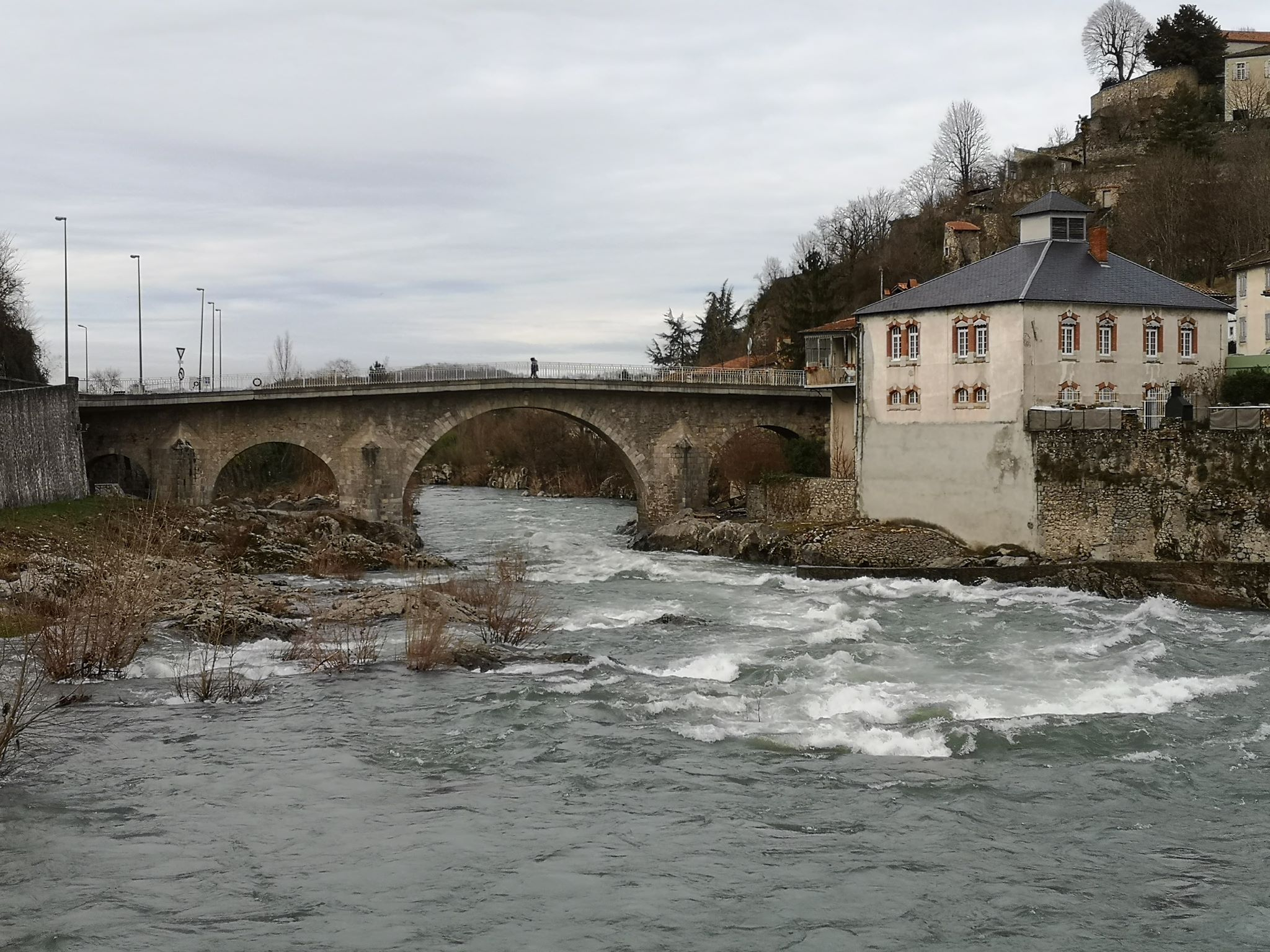
Le pont en décembre 2019.
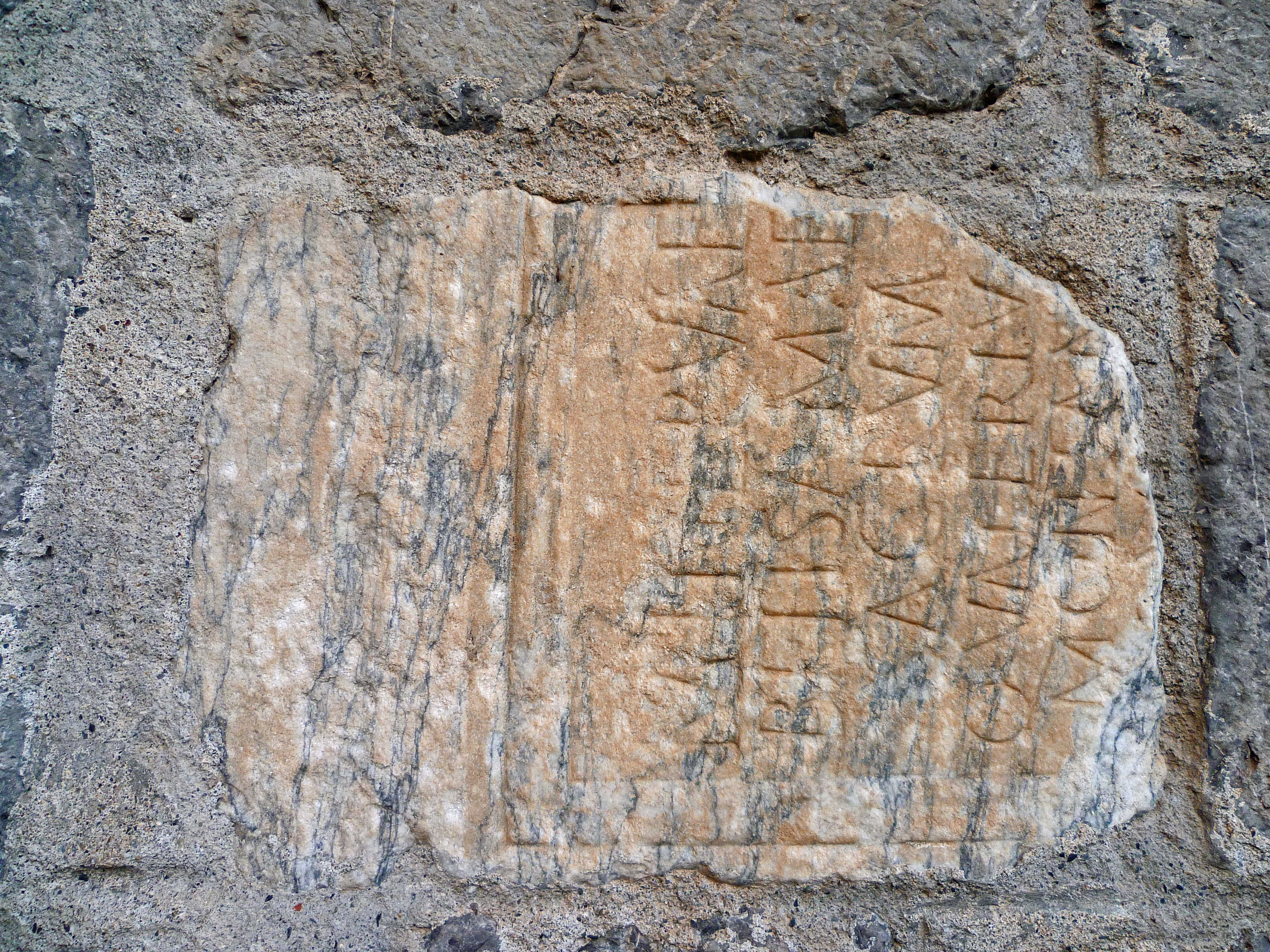
Inscription gallo-romaine en remploi dans le pont. Texte : Minervae / Belisamae / sacrum / Q(uintus) Valerius / Montan[us] / [e]x v[oto] traduit : "Consacré à Minerve Bélisama. Quintus Valerius Montanus en accomplissement de son vœu" dans Carte Archéologique de la Gaule / 09, p. 268.